# 몽골 은행
몽골 은행(몽골어: Монголбанк, 영어: Bank of Mongolia, 약칭 BoM)은 몽골의 중앙은행이다. 몽골의 통화 투그릭을 발행하고 있다.

## 개요
1924년 7월 2일, 몽골 상공업은행이 설립되었다. 당시 공문서에서는 몽골 은행으로 되어 있었다. 소련과의 공동 설립했기 때문에 22명의 종업원 중 18명이 러시아인이었다. 처음에는 외화가 국내에서 유통되고 있었지만, 1925년 2월 22일부터 투그릭의 발행을 개시했다.
1954년 소련의 출자가 몽골 인민 공화국에 이관되어 몽골 국립 은행으로 개칭된다.
1991년 현재의 조직이 된다.